# Качество на живот на работното място
Качество на живот на работното място (от английски: quality of working life) e термин, който е използван да опише по-обширен аспект опитът на социалния индивид, който е свързан с неговата работа.

## Модели и компоненти
Различни автори и изследователи са предлагали модели за качеството на живот на работното място, включвайки различен обхват от фактори. По-долу са изброени някои от тези виждания.
Хакман и Олдам (Hackman, Oldham 1976)  насочват вниманието към това, което те описват като нужди в психологически аспект за израстването, които са релевантни в обсъждането на концепцията за качество на живот на работното място. Няколко подобни нужди са идентифицирани:
- Вариативност на способностите
- Идентичност на задачите
- Значимост на задачите
- Автономия и
- Обратна връзка

Те смятат, че тези нужди трябва да бъдат адресирани, за да е възможно работещите да имат едно усещане за високо качество на живот на работното място.
Друг вариант на подобен теоретично-базиран модел е този на Тейлър (Taylor, 1979) , който по-прагматично идентифицира основните компоненти на качеството на живот на работата като външни на работата фактори, например заплата, часове и условия на работа, или вътрешно присъщи за работата идеи като вид на извършваната дейност. Той предлага различен набор от аспекти, които трябва да бъдат добавени, като:
- участие в мениджмънта и индивидуална власт,
- справедливост и безпристрастие, равнополагащи принципи,
- социална подкрепа,
- употреба на нечии настоящи умения,
- развитие и самоусъвършенстване,
- смислено бъдеще на работното място и в работата като цяло,
- социална релевантност на работата и продукта,
- ефект от извънработните активности.

Тейлър също така предлага качеството на живот на работното място да бъде конкретно и разглеждано в контекст, тъй като може да варира в зависимост от организацията и работната група.
Така докато някои автори наблягат на аспектите и характеристиките на самото работно място за качеството на живот на работното място, други идентифицират релевантните за личността фактори като психологическо благополучие и по-обширни концепции като щастие и удовлетворение от живота.
Майървис и Лулър (Mirvis, Lawler, 1984)  предлагат качеството на живот на работното място да се разглежда като свързано с удовлетвореността от заплатата, работните часове и условията, описващи ги като „основни елементи на доброто качество на живот, свързано с работата“ или това са:
- сигурност на работното място,
- справедливо заплащане,
- предоставяне на равни възможности в работата
- възможност за израстване.

Елис и Помпли (Ellis, Pompli, 2002) от своя страна идентифицират факторите, водещи до неудовлетвореност от работата при медицинските сестри като:
- лоши условия на труд,
- агресия от страна на местните обитатели,
- натоварване, невъзможност за предоставяне на предпочитаното качество на здравна грижа,
- баланс семейство / работа,
- работни смени,
- липса на участие във взимането на решения,
- професионална изолация,
- липса на признание,
- лоши отношения със супервайзорите (преките началници) / колегите,
- ролеви конфликт,
- липса на възможност за усвояване на нови умения.

Сърджи и др. (Sirgy et al., 2001)  предлагат като ключови фактори да се разглеждат:
- нуждата за удовлетвореност, базирана на изискванията за длъжността,
- нуждата за удовлетвореност, базирана на средата на работното място,
- нуждата за удовлетвореност, базирана на поведението на наблюдаващите,
- нуждата за удовлетвореност, базирана на спомагателните програми,
- участие в организацията като цяло.

В обобщение се приема, че различните автори се различават в представите си за същностните съставки на качеството на живот на работното място, но общо се приема, че качеството на живот на работното място е концептуално подобно на благополучието на работещите, но се различава от концепцията за удовлетвореност от работата, която единствено представлява домейна на работното място, според Лоулър (Lawler, 1982) .